# رسرا
رسرا (به انگلیسی: Rasra) یک منطقهٔ مسکونی در هند است که در بخش بالیا واقع شده‌است. رسرا ۱۹ کیلومتر مربع مساحت و ۲۹٬۲۶۳ نفر جمعیت دارد و ۷۰ متر بالاتر از سطح دریا واقع شده‌است.